# Arcade-Spiel

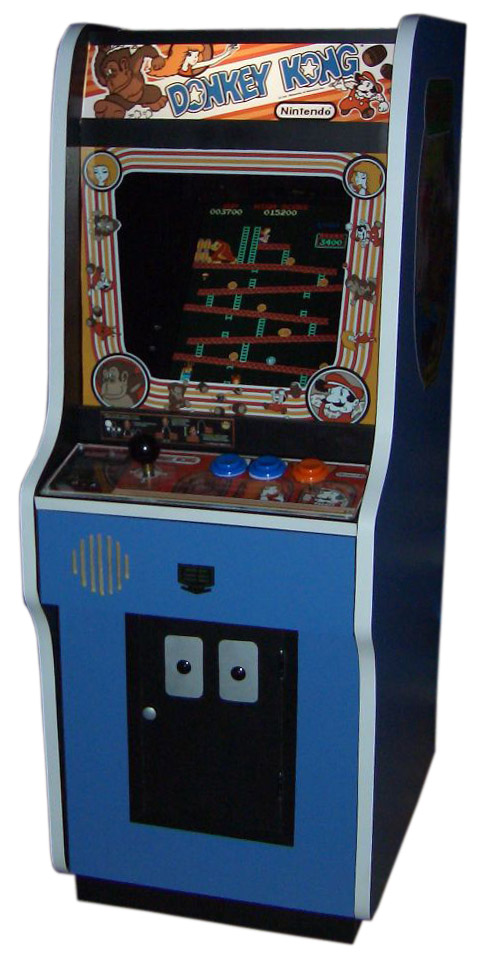
Das Arcade-Spiel Donkey Kong

Arcade-Spiel ist eine Bezeichnung für Videospiele, die seit den 1970er Jahren in öffentlichen Spielhäusern in den USA, so genannten Penny Arcades, bzw. in Europa in Spielhallen kostenpflichtig angeboten werden. In den frühen 1980er Jahren wurden Arcade-Automaten in Deutschland außer in Spielhallen auch in vielen Imbissbuden, Kiosken und Supermarktvorräumen aufgestellt, bis dies gesetzlich verboten wurde. An Arcade-Automaten kann der Nutzer gegen Geldeinwurf spielen. Der Spielpreis betrug in Deutschland in der Regel eine D-Mark, während er im Ausland meist geringer war. Erfolgreiche Spiele wurden später häufig für den PC sowie für verschiedene Videospielkonsolen umgesetzt.
Das erste kommerzielle Arcade-Spiel war Computer Space (1971) von Nutting Associates. Der Erfinder war Nolan Bushnell, der später auch Atari gründete. Ende der 1970er Jahre sowie Anfang der 1980er Jahre erschienen in der Blütezeit der Arcadeautomaten die bis heute bekannten und durch Neuauflagen populären Arcade-Klassiker, wie Space Invaders, Pac-Man, Donkey Kong und viele weitere. Ende der 1980er Jahre ebbte der Arcade-Boom durch die sich immer mehr verbreitenden Homecomputer sowie Videospielkonsolen langsam ab. Heute sind in Deutschland nur noch vereinzelt Arcadeautomaten zu finden.
Arcade-Spiele waren die Basis für den Erfolg der Computerspieleindustrie in den frühen Jahren. Der erste große Erfolg war das Spiel Pong. Die meisten älteren Spiele sind heute auch emulierbar mit M.A.M.E. Im Rahmen von künstlerischen Projekten (Arcade-Kunst), wie etwa Blinkenlights, wurde Pong auf einer Hauswand dargestellt.

## Typische Eigenschaften von Arcade-Spielen
Der Sinn von Arcade-Spielen ist es, Geld einzunehmen. Die durchschnittliche Spielzeit fällt deshalb häufig relativ kurz aus. Das Spielprinzip ist leicht und schnell durchschaubar, ein eventuelles Tutorial ist sehr kurz gehalten. Der Schwierigkeitsgrad des Spieles ist ebenfalls an die Intention des Automaten angepasst:
- Die ersten Runden oder Ebenen sind häufig noch relativ leicht erfolgreich abzuschließen. Dadurch soll der Spieler den Eindruck gewinnen, er beherrsche das Spiel.
- In den darauffolgenden Runden zieht der Schwierigkeitsgrad schon merklich an, Anfänger müssen bereits Rückschläge hinnehmen und kassieren schnell ein „Game over“. Allerdings lässt sich bei den meisten Arcade-Spielen mit einem erneuten Geldeinwurf ein weiterer Versuch erkaufen (Continue).
- Der erneute Geldeinwurf wird von einigen Arcade-Spielen (unsichtbar) mit einem kurzfristig wieder gesenkten Schwierigkeitsgrad „belohnt“. Dadurch soll der Spieler den Eindruck erhalten, er sei besser geworden oder habe beim ersten Versuch einfach Pech gehabt.

Zudem kann der Automatenaufsteller meist mittels eines oder mehrerer DIP-Schalter den Schwierigkeitsgrad einstellen, so dass die Spiele nicht überall gleich schwer sind.

## Chronik
Vor den Arcade-„Video“-Spielen waren in Spielhallen insbesondere mechanische und elektro-mechanische Arcade-Spiele, Einarmige Banditen und Flipperautomaten verbreitet sowie Geschicklichkeits- und Sportspiele.

### Frühe Chronik
(Auswahl)

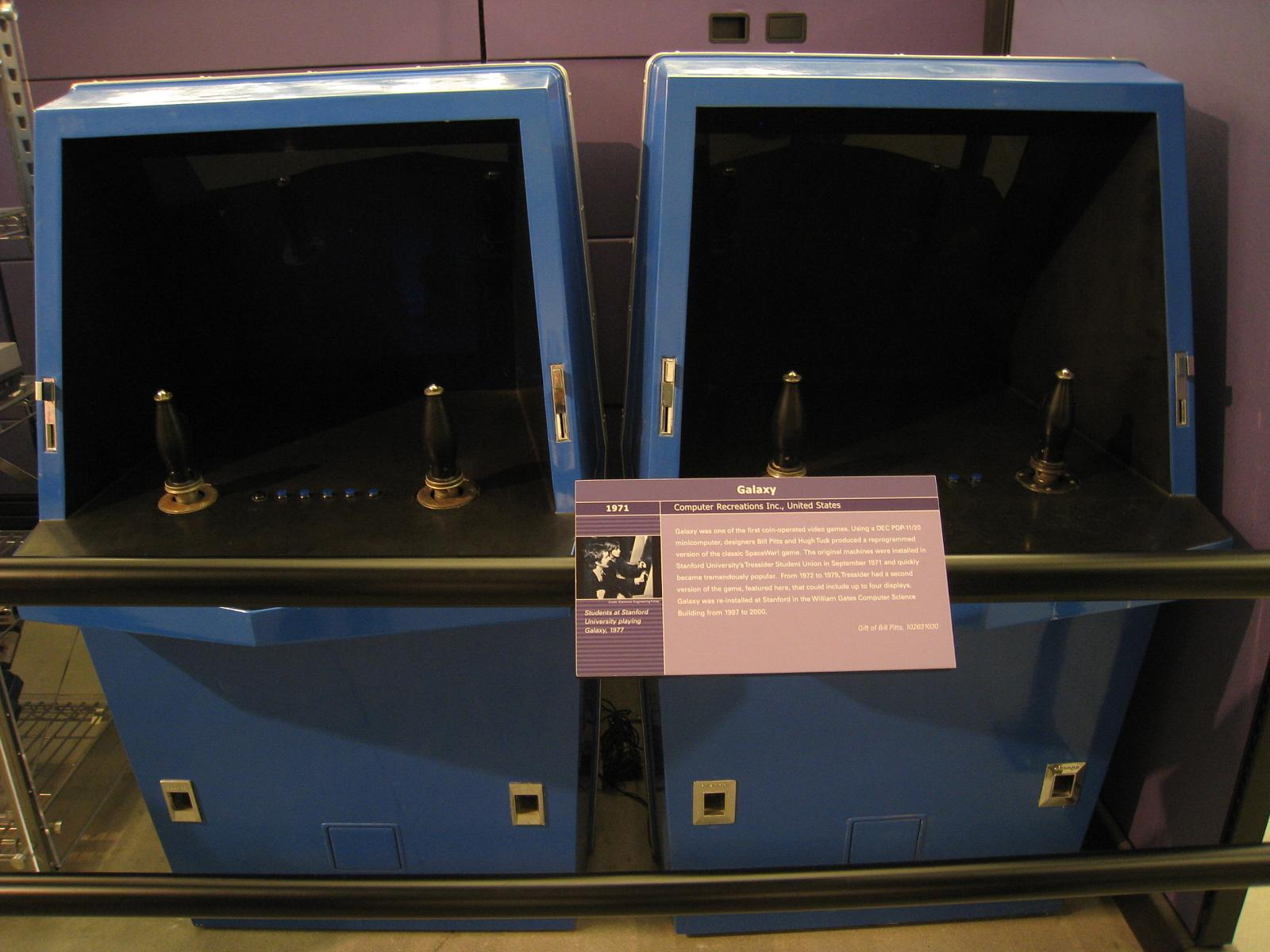
Galaxy Game, 1971, Allererstes Arcade-Spiel der Welt

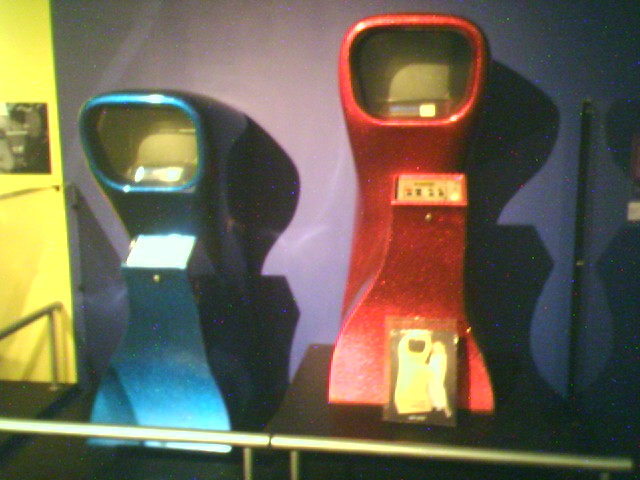
Erstes kommerzielles Arcade-Spiel: Computer Space, 1971

- 1971: Erstes kommerzielles Arcade-Spiel Computer Space von Nolan Bushnell (Nutting Associates)
- 1972: Pong (Atari) erstes erfolgreiches Spiel
- 1974: Quadra Pong (für 4 Spieler)
- 1974: Gran Trak 10 (Atari) erste Rennsimulation, bereits mit Lenkrad, erstes mit ROMs
- 1974: Tank (Kee Games/Atari) erstes Spiel mit ROM-Speicher für Grafik
- 1974: Touch-Me (Atari) Vorgänger von Senso
- 1975: Gun Fight (Bally Midway) erstes Spiel mit Mikroprozessor
- 1976: Breakout
- 1976: Heavyweight Champ (Sega) erstes kommerzielles Videospiel Japans
- 1976: Night Driver (Atari) erste 3D-Rennsimulation
- 1977: Circus
- 1977: Space Wars (Cinematronics) erstes Vektor-Arcade-Spiel

Ab etwa 1978 begann die Goldene Ära der Arcade-Spiele.

### Chronik 1978–1984
- 1978: Space Invaders (läutete die Ära ein)
- 1978: Avalanche
- 1978: Football (Atari, erstes Spiel mit Trackball)
- 1979: Asteroids
- 1979: Galaxian (erstes Spiel mit echter Farbgrafik)
- 1979: Lunar Lander
- 1979: Subs (Atari, erstes Spiel mit 2 Monitoren)
- 1980: Battlezone (3D-Panzer-Simulation)
- 1980: Berzerk
- 1980: Centipede
- 1980: Defender (erstes mit Scrolling)
- 1980: Pac-Man (erstes Spiel mit kommerziellem Charakter)
- 1980: Phoenix
- 1980: King and Balloon (Namco, erstes mit Sprachausgabe)
- 1980: Missile Command
- 1980: DECO Cassette System (Data East) erste Standard-Plattform
- 1980: Space Panic (erstes Plattform-Spiel)
- 1980: Star Castle
- 1980: Tempest
- 1980: Warlords
- 1980: Wizard of Wor
- 1981: Donkey Kong (erstes Jump ’n’ Run)
- 1981: Frogger
- 1981: Lady Bug
- 1981: Galaga
- 1981: Gorf
- 1981: Ms. Pac-Man
- 1981: Qix
- 1981: Scramble
- 1981: Vanguard
- 1982: Burger Time
- 1982: Dig Dug
- 1982: Donkey Kong Jr.
- 1982: Joust
- 1982: Jungle Hunt
- 1982: Kangaroo
- 1982: Moon Patrol
- 1982: Pengo
- 1982: Pole Position (eines der beliebtesten Rennspiele)
- 1982: Popeye
- 1982: Q*Bert
- 1982: Robotron: 2084
- 1982: Time Pilot
- 1982: Tron
- 1982: Xevious
- 1982: Zaxxon (das erste Spiel mit isometrischer Darstellung)
- 1983: Crystal Castles
- 1983: Dragon’s Lair (erstes mit Laserdisc)
- 1983: Gyruss
- 1983: Mappy
- 1983: Mario Bros.
- 1983: Elevator Action
- 1983: Nibbler
- 1983: I, Robot (erstes kommerzielles Spiel mit 3-D-Polygonen)
- 1983: Spy Hunter
- 1983: Star Wars
- 1983: Tapper
- 1984: TX-1 (erstes Spiel mit 3 Monitoren für 1 Person, siehe Buggy Boy)
- 1984: Bomb Jack
- 1984: Paperboy

### Meilensteine nach dem Crash 1984
- 1985: Marble Madness
- 1985: Commando
- 1985: 1942
- 1985: Ghosts ’n Goblins
- 1985: Choplifter

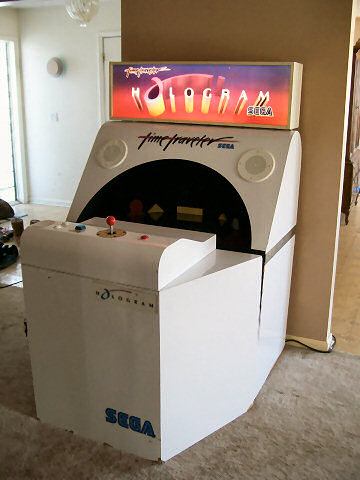
Segas Time Traveler

- 1985: Gauntlet (Atari, 4-Spieler-Adventure)
- 1986: Arkanoid
- 1986: Bubble Bobble
- 1986: Rolling Thunder
- 1986: Out Run (Sega, erstes Force-Feedback-Autorennen)
- 1987: Rainbow Islands
- 1987: Yōkai Dōchūki (Namco, erstes Spiel mit 16-Bit-Grafik)
- 1988: Tetris
- 1989: Exterminator (erstes mit vollständig digitalisierter Grafik)
- 1991: Street Fighter II
- 1991: Terminator II
- 1991: Time Traveler (Sega, erstes Hologramm-Spiel)
- 1992: Mortal Kombat (Teil 1)
- 1992: Virtua Racing (Sega, Multi-Player-Rennen mit Polygonen)
- 1992: Virtua Fighter (Sega, erstes Polygon-Beat-'em-up)
- 1993: Mortal Kombat II (bestes Sound-System, mit MP3-Komprimierung)
- 1993: Daytona USA (Sega, erstes polygonbasiertes Rennspiel mit Texturemapping und bilinearer Texturfilterung/Perspektivenkorrektur)
- 1994: Virtua Fighter 2
- 1995: Sega Rally
- 1997: Super GT (Sega, 64-Bit)
- 1998: Dance Dance Revolution (mit Tanzmatte)
- 1999: Crazy Taxi

## Besondere Automaten

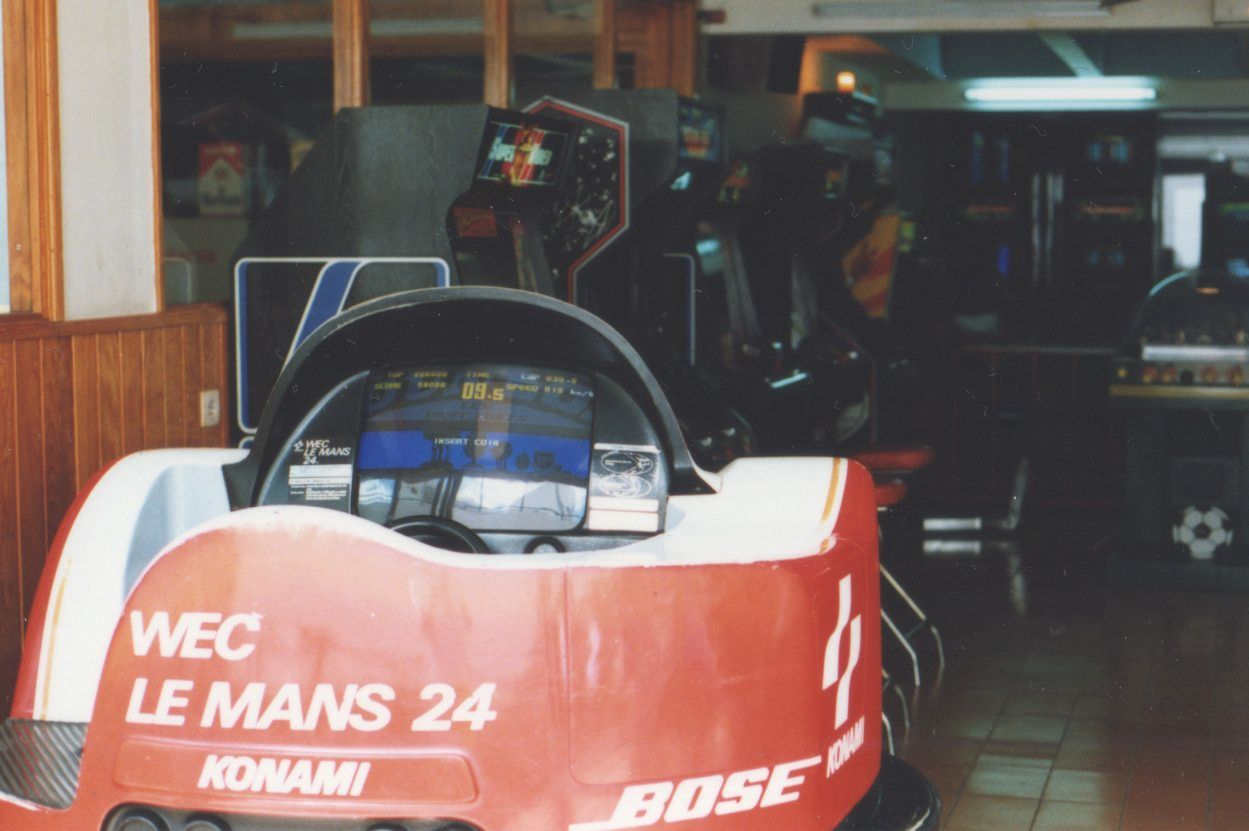
WEC Le Mans 24, Konami 1986 (im Hintergrund normale Automaten)

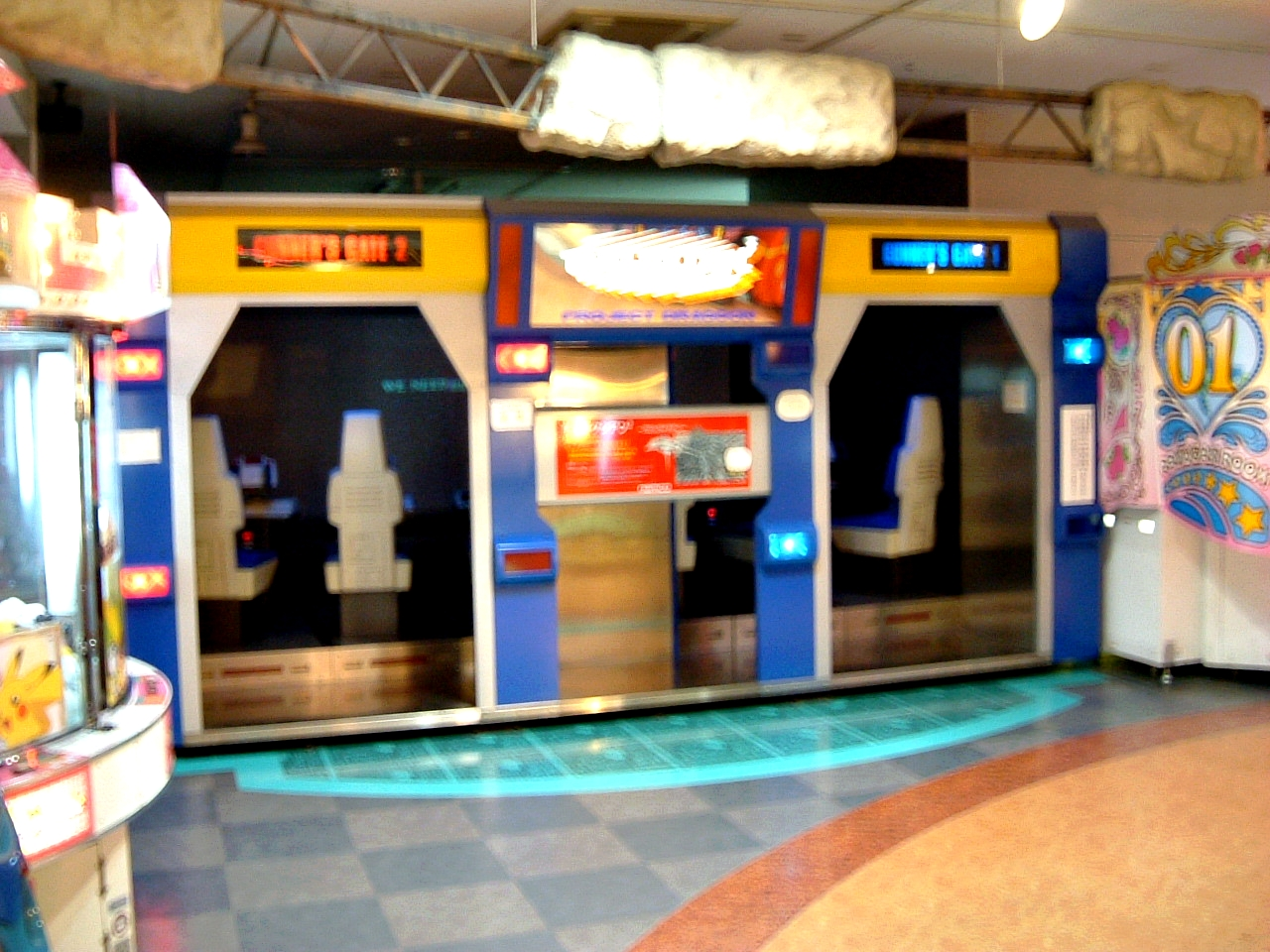
Galaxian 3, ein Walk-in Arcade-Spiel

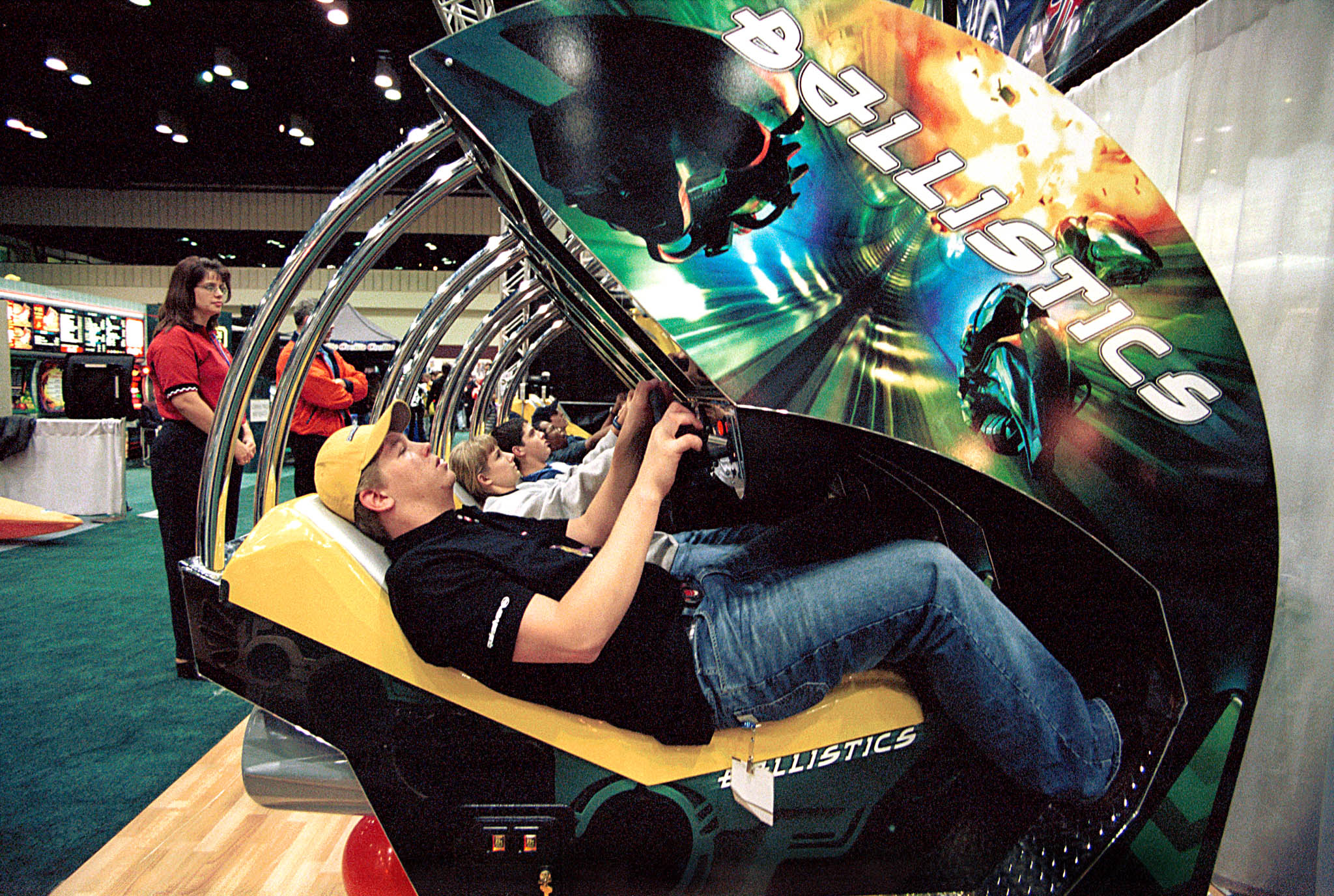
Ballistics Arcade

- Air Trix (mit Skateboard zum daraufstellen)
- Alpine Racer (mit Skistöcken)
- Alpine Surfer (mit Snowboard)
- Aqua Jet (Jet Ski)
- Kick It (mit echtem Fußball)
- Neo Geo – Arcade-System und Spielkonsole mit identischer Hardware
- Painstation – einziges System mit direktem Schmerzfeedback
- Photo Play – Touchscreen-Automat mit jährlichem Spieleupdate
- PlayChoice-10 – Spieler kauft Spielzeit und kann zwischen Spielen wechseln
- Polybius – Der Mysteriöse Automat
- Polyplay – einziger Arcade-Automat der DDR
- Pump It Up (Tanzspiel)
- Shoot Away – Light-Gun-Spiel mit großer Projektionswand
- Sports Fishing, Get Bass (mit Angel)
- Whac-A-Mole – mechanische („Redemption“-Spiel) und elektronische Version

Es gibt zahlreiche besondere Formen von Automaten, zum Beispiel in Form von Autos, Motorrädern und Booten. Zunehmend gibt es auch mehr Simulationen und Sportspiele.